# Llengua sonsorolesa
El sonsorolès és una llengua micronèsia, estretament emparentada amb el tobià, parlada a Palau. Té el seu origen a les illes que formen l'estat de Sonsorol, encara que la migració ha estès el seu ús a altres parts del país.

## Introducció
El sonsorolès es parla principalment a l'arxipèlag de Palau, sobretot a les illes de Sonsorol, Pulo Ana i Merir. És una de les dues llengües autòctones de la regió.

### Població
La llengua té aproximadament 360 parlants a 60 illes. La majoria dels parlants de sonsorolès són bilingües, amb l'anglès com a segona llengua. El sonsorolès té un estatus oficial a les regions on es parla i s'utilitza comunament per a la comunicació local, com ara anuncis públics i invitacions. Les llengües relacionades inclouen l'Ulithià, el Woleaià i el Satalwalès, tots part de la família de llengües austronèsiques. Molts parlants han emigrat de les illes Sonsorol a la ciutat principal de Palau, Koror, i el poble d'Echang per raons econòmiques i mediambientals. Els parlants més joves sovint barregen el sonsorolès amb el palauès i l'anglès, creant un dialecte híbrid conegut com a Echangès, que difereix de la llengua tradicional parlada per les generacions més grans. Hi ha menys de 20 parlants majors de 60 anys.

### Distribució geogràfica
- Illes Mariannes del Nord : Desconegut (És parlat per immigrants i no existeixen censos)
- Palau : 600 parlants
  - Sonsorol : 60 parlants+
    - Merir : 5 parlants +
    - Pulo Ana : 25 parlants+
    - Sonsorol : 29 parlants+

  - Resta del país: 540 parlants

### Dialectes
- Pulo-Anna
- Sonsorolès

## Fonologia

### Consonants
En sonsorolès, hi ha 19 consonants. Aquestes consonants són: /p/, /b/, /t/, /d/, /c/, /k/, /ɡ/, /m/, /n/, /f/, /v/, /j/, /x/, /ɣ/, /r/, /w/, /s/, /ŋ/ 
|            | Labial | Labial | Dental-Alveolar | Dental-Alveolar | Palatal | Palatal | Velar | Velar |
| ---------- | ------ | ------ | --------------- | --------------- | ------- | ------- | ----- | ----- |
| Nasal      |        | m      |                 | n               |         |         |       | ŋ     |
| Oplosiva   | p      | b      | t               | d               | c       |         | k     | ɡ     |
| Fricativa  | f      | v      | s               |                 |         | j       | x     | ɣ     |
| Continuant |        | w      |                 | r               |         |         |       |       |

### Vocals
El sonsorolès té cinc vocals: /a/, /e/, /i/, /o/ /u/ . També hi ha diftongs, incloent /ae/, /ai/, /ao/ i /au/.

## Gramàtica

### Reduplicació
Hi ha una reduplicació completa en l'idioma sonsorolès. Per exemple, 'taronja' = hulu, 'taronges' = huluhulu.

### Números
El sistema de numeració del sonsorolès és la base 10. El sistema de numeració pot arribar fins a 1.000, que és "da ngaladi".
- deo "u"
- luwou "dos"
- doruw "tres"
- fauw "quatre"
- rimouwa "cinc"
- worouwa "sis"
- fuduwa "set"
- waruwa "vuit"
- tiwouwa "noi"
- delh "deu"
- liyelh "vint"

## Vocabulari
- meta?: "què?"
- ehamatahutohu: "perillós"
- fou: "fred"
- itei hae ramari Dongosaro: "No parlo sonsorolès"
- halifato: "poma"
- fadolo: "banana"
- buu: "nou d'areca"
- farawo: "pa"
- hayang: "pollastre"
- rutouya: "coco"
- sahai: "ou"
- iha: "peix"
- als: "gelo"
- woto: "taro"
- lahumu: "cranc"
- babai: "papaia"
- pelhi: "porc"
- raes: "arròs"
- bito: "arribada"